# Anton Roothaert
Antonius Martinus Henricus (Anton) Roothaert (Tilburg, 9 juni 1896 – Antwerpen, 29 maart 1967) was een Nederlands jurist en schrijver. Hij is vooral bekend geworden door de roman Doctor Vlimmen die in 1978 verfilmd werd door Guido Pieters. In 1996 verscheen de biografie 'Roothaert' van de hand van Frans Walch.

## Thematieken
De boeken van Roothaert zijn vrij toegankelijk geschreven. Terugkerende thema's zijn de verstikkende invloed die de Rooms-Katholieke Kerk vóór de Tweede Wereldoorlog in de zuidelijke landsdelen had; het zwoegen van 'de gewone man'; geloof, bijgeloof en magie; recht en onrecht. De protagonist in Roothaerts romans is nogal eens een eigenwijze vrijbuiter en atheïst die zich van de heersende, nogal hypocriete moraal weinig aantrekt. Dat komt zeker naar voren in de drie romans uit de Vlimmen-trilogie. De hoofdpersoon in die romans is de intelligente, maar wat onhandige veearts Vlimmen. In kleurrijke scènes wordt zijn dagelijks werk en zijn betrokkenheid bij de eenvoudige, ploeterende Brabantse boer beschreven.
Ook 'Oom Pius' handelt over een charmante en joviale oom die anders dan zijn dorpsgenoten niet kerkelijk is; het verhaal wordt verteld vanuit het standpunt van zijn neefje.
Het boek Die verkeerde Weereldt handelt over het Brabantse dorp Deurne in de tijd vlak na de reformatie. Het Katholieke geloof wordt door 'Den Haag' verboden en de kerk in beslag genomen. Het boek vertelt over de geliefde dorpspriester die vanuit een inderhaast gebouwd kerkje vlak over de grens bij Venray de katholieke dorpelingen bij blijft staan en van de belevenissen van de door Den Haag gestuurde dominee, die alleen zijn eigen echtgenote en de schepenen in de kerk heeft, maar door de overige dorpelingen wordt dwarsgezeten. In dit boek is de sympathieke protagonist voor de verandering eens een katholiek - een priester zelfs. Toch is het een typisch Roothaert-boek: het geloof van de eenvoudige Brabander wordt vanuit het starre regeringscentrum in Den Haag verboden. Een eerlijke en gewaardeerde dorpspastoor, die het in feite met iedereen goed meent, wordt de dupe van dit beleid.
De boeken van Roothaert liggen bij antiquariaten bij de 'streekromans', niet bij de 'literatuur'. Bezien vanuit de thematieken van Roothaert is dat te begrijpen: de verhalen spelen zich nogal eens af op het platteland, er komen duidelijke schurken en duidelijke helden in voor en op het eind komt alles meestal goed.

## In de oorlog
Wellicht is Roothaert mede wat op de achtergrond geraakt, omdat hij een tijd lang gold als een 'foute' auteur. Een goede vriend van Roothaert, Hub Pulles, de veearts die model heeft gestaan voor Vlimmen, was NSB-lid en is in de Tweede Wereldoorlog door de bezetter tot burgemeester van Eindhoven benoemd. Roothaert zelf is nimmer lid geweest van de NSB. Wel was hij lid van de Nederlandsche Kultuurkamer. 
Uit zijn biografie komt het beeld naar voren van een man, die niet heulde of sympathiseerde met de bezetter, maar die zich wel in bezettingstijd een literaire prijs en een uitgave van zijn boek De vlam in de pan voor alle gedemobiliseerde Nederlandse militairen liet aanleunen. In zijn boeken is echter niets van enige sympathie voor de fascistische ideologie terug te vinden. Veeleer lijkt Roothaert het op te nemen voor iedere eenvoudige man die verdrukt dreigt te worden door een machtig gezag - veelal de kerk. In De vlam in de pan schroomde hij echter ook niet om de gebrekkige bewapening van het Nederlandse leger, waar dienstplichtigen bij het uitbreken van de Tweede Wereldoorlog de dupe van werden, te bekritiseren - de reden voor de bezetter om het boekje in grote oplage uit te geven.
Een feit dat evenmin aan Roothaerts naoorlogse populariteit bijdroeg was dat zijn boek al in 1944 door de nazi's was verfilmd onder de titel Tierarzt Dr. Vlimmen.

## Na de oorlog
Onder dezelfde titel werd in 1956 nogmaals een Duitse verfilming gemaakt onder regie van Arthur Maria Rabenalt. De variété-artiest Bernard Wicki speelde daarin Vlimmen. In 1978 werd het boek in Nederland verfilmd met Peter Faber in de titelrol. Doordat onder meer het conflict van de hoofdpersoon met de katholieke kerk werd weggelaten, is deze Nederlands/Belgische coproductie met name door ongelovigen matig ontvangen. Niettemin ontving Peter Faber in 1978 op het Internationaal filmfestival van Karlsbad de prijs voor beste acteur, ten koste van Rutger Hauer in Soldaat van Oranje, waarna het boek opnieuw succesvol in herdruk werd genomen.
Roothaert schreef nog twee vervolgen op Doctor Vlimmen: Vlimmen contra Vlimmen (1953) en Vlimmens tweede jeugd (1957). De drie boeken zijn ook uitgegeven als 'Vlimmen trilogie'.

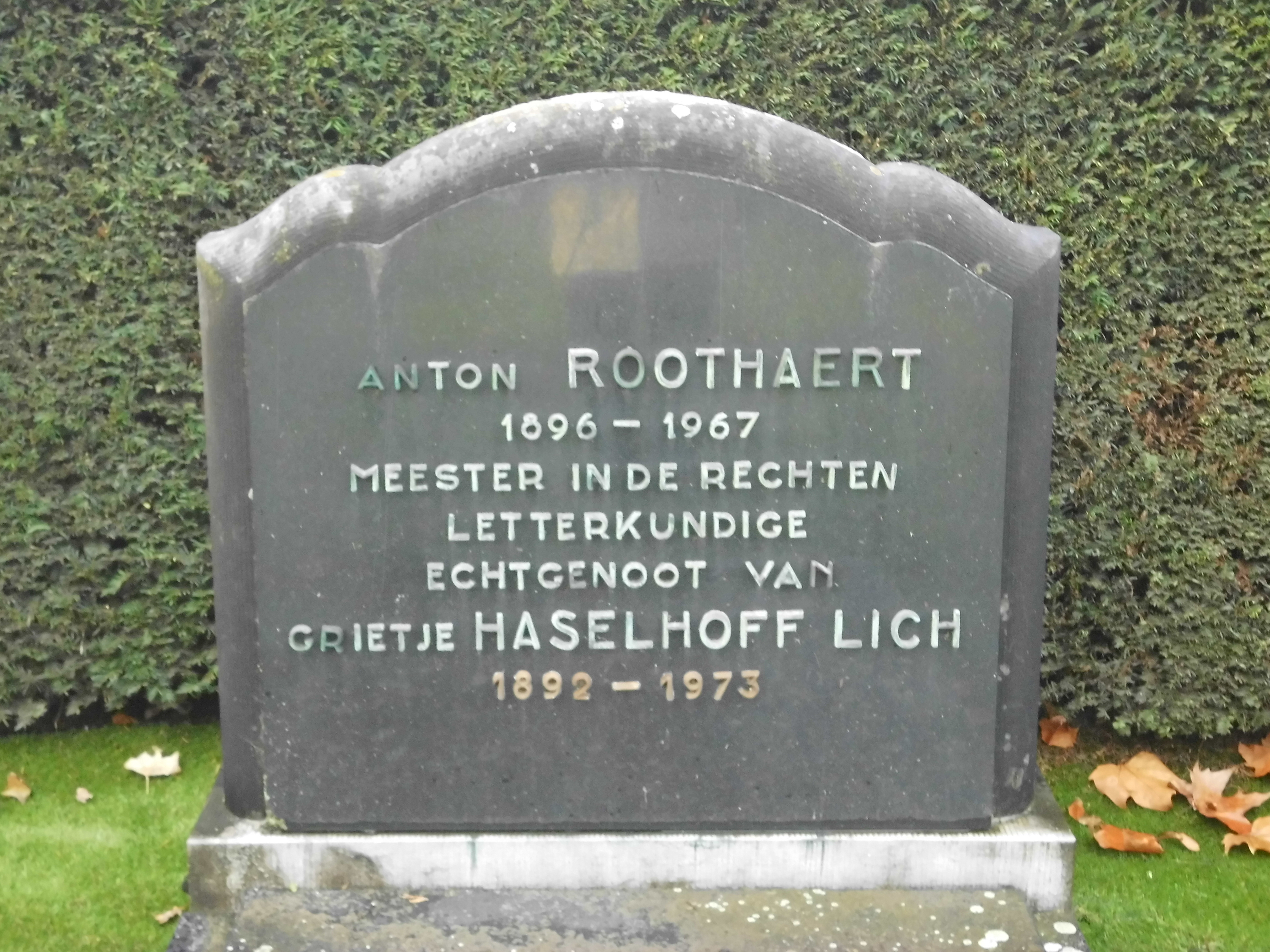
Grafsteen

Roothaert overleed in 1967 en werd begraven op begraafplaats Ruggeveld te Deurne (BE).